# 大食いカートマンと腹ぺこマーヴィン
「大食いカートマンと腹ぺこマーヴィン」（おおぐいカートマンとはらぺこマーヴィン、英: Starvin' Marvin）は、コメディ・セントラルのテレビアニメ『サウスパーク』の第9話であり、アメリカ合衆国での本放送は1997年11月19日に行われた。
脚本はトレイ・パーカー（監督も）&マット・ストーン（英語版マーヴィンの声も担当 、吹き替え版のマーヴィンは小形満が担当）とパム・ブレイディ。
アメリカ合衆国でTV-MA指定を受けたこの回は、サウスパーク史上初の感謝祭スペシャル番組であり、第3世界に対するアメリカ合衆国の無関心さと人道主義事業を風刺した回となっており、サリー・ストラザースへの攻撃も込められている。
この回の評判は良く、ニールセン・レーティングスによると、この回の本放送は、通常のコメディセントラルの視聴家庭の8倍ともいえる220万の家庭で見られた。
しかしパーカーとストーンはこの話にサブエピソードを入れさせられたと感じているため、七面鳥の登場シークエンスについてはあまり好ましく思っていない。
この回でカイルの父やケニーの家族が初登場し、わき役だったマーヴィンは人気がでて第3シーズン『宇宙戦士!腹ぺこマーヴィン』で再登場を果たすことになった。

## あらすじ
カートマン、ケニー、カイル、スタンの4人はスポーツウォッチ目当てにアフリカの貧しい人々へ金を寄付したが、届いたのはウォッチではなくエチオピア人の子供マーヴィンだった。さらに悪いことにマーヴィンを送り返させたつもりが手違いでカートマンがエチオピアに送り返されてしまった。そこでカートマンは活動家であるはずのサリー・ストラザースが寄付された食べ物を飽食しているのを目の当たりにした。
同じころ、サウスパークでは遺伝子操作された七面鳥が町になだれ込み、感謝祭の最中だったシェフたちが映画『ブレイブハート』のパロディよろしくやっつけていたが、ケニーが七面鳥に殺された。
カートマンはストラザースの横暴を暴いてマーヴィンと入れ替わりになる形で無事に帰国した一方、ケニー亡きマコーミック家では、彼が感謝祭のイベントでもらってきた缶詰を食べることになったが缶切りが見当たらなかった。

## テーマ
心理学者ギルバート・リーズ（Gilbert Reyes）とジェラルド・ジェイコブズ（Gerard Jacobs）はこの回を「他人の苦しみを利益にし、援助を受ける人々を苦しめている、巨大な産業」としての人道主義に対する皮肉を描いたポップカルチャーの一例として評価した。
また、この回ではアメリカの消費者主義社会と、貧困に苦しむ国に対する無関心についても風刺している 。
最後の場面でスタンが視聴者に向けて言った「テレビに映っている貧しい人々を見るだけだと、自分たちには関係ないと考えてしまいがちだが、テレビの向こう側にいる人々が実在の人間であることを考えると、行動を起こそうと思うようになる」という言葉は、この回における教訓となっている。
この回は、飢餓に苦しむ子供たちのために寄付された食べ物を横領してぶくぶく太るサリー・ストラザースの醜い姿を通じて、アメリカにおける暴食を風刺している。ケニーを除く3人がそれぞれの家族とマービンとともにレストランで食事をする場面では、カートマンが出された料理をひとり占めする一方でその料理を粗末に扱うといった、アフリカの子供たちの苦しみに対して理解していない様子が描かれている。これは、モノにあふれ堕落する典型的なアメリカ人を描いているとされている。
七面鳥がサウスパークの感謝祭会場で大暴走する場面は、遺伝子操作への風刺として描かれている。ポップカルチャーを研究する哲学者スコット・カレフ(Scott Calef)は、ドクター・メフィストが良い方向に利用しようとして七面鳥の遺伝子を改造した結果、大惨事につながったことについて「自然は予測できない存在であり、人間の手による遺伝子改良は倫理面において曖昧なところがある事を暗示している」と評価した。

## 文化的背景
マーヴィンの出身国であるエチオピアは、1983年から85年にかけて飢饉に苦しんだことで知られている。また、一部の専門家は、マーヴィンの苗字である "Click Click Derk"が、両親の性質を示していると指摘している。
シェフが七面鳥たちを導き、自らに青と白のウォーペイントを施し、同志たちを鼓舞する場面は、スコットランドの軍事的指導者・ウィリアム・ウォレスを題材とし、メル・ギブソンが監督を務めた1995年の映画『ブレイブハート』をパロディしたものである
パーカーは映画のパロディはこれが初めてだとしつつも、パーカーとストーンの両方は『ブレイブハート』のパロディを楽しんだと述べた  。
授業の場面において、ギャリソン先生はイギリスの歌手エンゲルベルト・フンパーディンクを世界で初めて月に降り立った人物として説明する。
授業中のカートマンが発した「たぶんそういうことをしたら、余分な人口は減るんだろうな！」という台詞は、一部の貧しいは救貧院に行くよりも死んだ方がましだということをほのめかしたものである。この発言はチャールズ・ディケンズの小説『クリスマス・キャロル』におけるスクルージの発言をそのまま引用したものであり、これを聞いたギャリソン先生は「よろしい、みなさん、ディケンズの話はそこまでにしましょう」と返している。
カイルが「サリー・ストルーザーズは1980年代後半から90年代初頭に放送されたコメディドラマ『フルハウス』に出ていた」とスタンに誤った説明をする場面があるが、ストルーザーズが実際に出演していたのは1970年代のコメディドラマ"All in the Family"である。
メフィスト博士の頼みでシェフが顕微鏡を見て、イギリスの女優ヴァネッサ・レッドグレイヴの海賊姿の超拡大写真を見ていると述べる場面がある。
話の結末において、スタンが「テレビの向こうにいる、飢えに苦しむ子供たちのイメージもまた、僕たちと同じように本物であることを覚えておくことが重要なんだ」と締めくくろうとした際、カイルは「じゃあマクガイバーも実在するんだな」と冗談を返した。

## 反響

### 作品内での扱い
当初、マーヴィンはゲストキャラクターの予定だったが、初登場回であるこの回で人気が出たため、『宇宙戦士!腹ぺこマーヴィン』にて再登場を果たした。その後、マーヴィンはアクレイムが制作した2000年のレースゲームSouth Park Rallyにも小麦粉の袋を改造した"車"に乗って登場したほか、モバイル向けプラットフォーム・ゲーム South Park 10: The Game,にも他キャラクターとともに登場しているカートマンの"That's a bad Starvin' Marvin!"というセリフは、第1シーズンで最も人気のあるセリフの一つとなった。
トム・ボグトは、『大食いカートマンと腹ぺこマーヴィン』の海賊版を見たことがきっかけで、最終的には『サウスパーク』の編集の職を得ることができた。

### 評価
アメリカ合衆国での本放送に対し、 Nielsen Ratingは220万人の家庭に見られたと示す4.8という数字を出した。サウスパーク以前のコメディ・セントラルの通常放送が 0.6(276,000家庭)で、最高値である「アブソリュートリー・ファビュラス」の第2シーズン第1話が2.7 (124万家庭) だったため、 テレビ番組のジャーナリストは、この数値を驚くべきものだとしていた。批評家たちはこの話をサウスパークのクラシック・エピソードだと評した。パーカーはマーヴィンがすべての七面鳥と共に家に帰って母親を驚かせたシーンを感情的だと評し、このときになって初めて制作者コンビがこの番組に関する感情的な批評を受け取った。

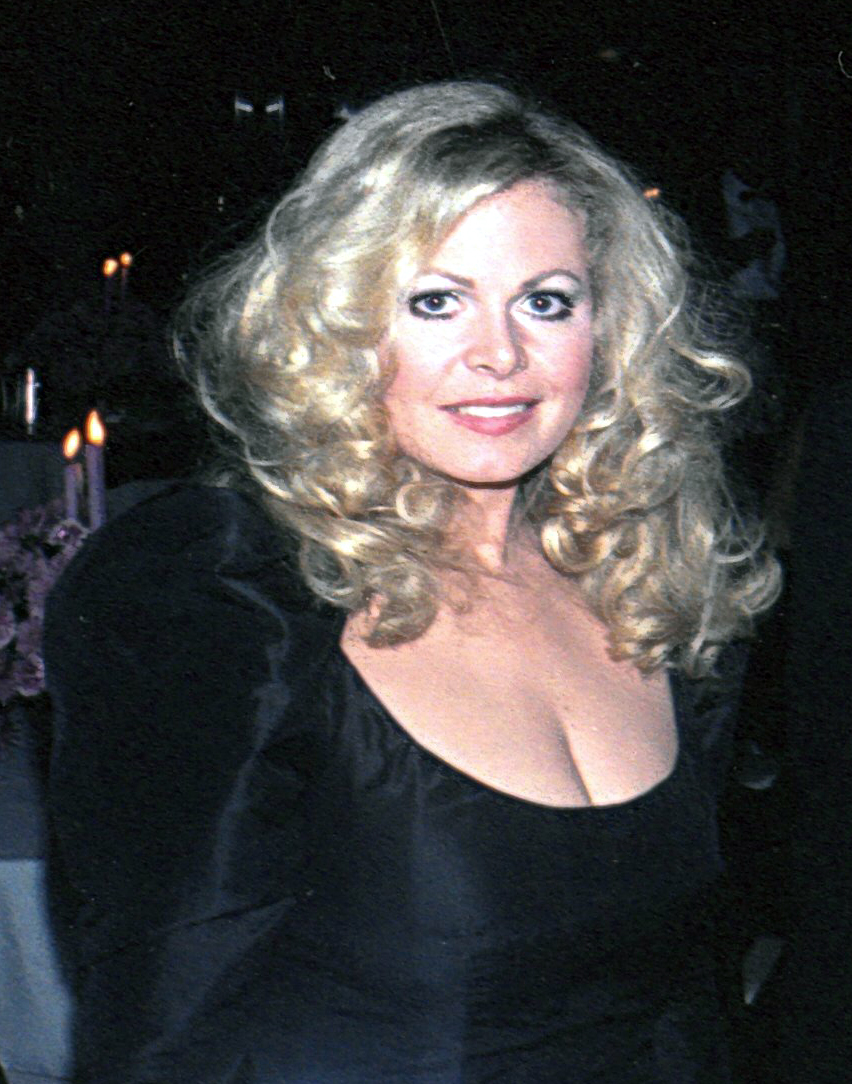
この番組で叩かれたサリー・ストルーザーズはChristian Children's Fundの関係者である

この話の放送後、サリー・ストラザースに不親切じゃないかという視聴者からの意見が寄せられた。制作者コンビ自身は彼女と話したことはないがサリー・ストラザース本人は番組のファンだったため、この回を見て驚いて、彼女が子供たちから食べ物を盗んでいるという描写について反応した。パーカーとストーンは彼女の反応をみて、謝罪をしなかったことに関して少し後悔した（通常のサウスパークにおけるパロディでは謝罪はないことが多い）。そのため第3シーズンで『宇宙戦士!腹ぺこマーヴィン』に登場した際、ストラザースはジャバ・ザ・ハットのようなキャラクターとして描かれた。 DVDコメンタリーにおいてパーカーは彼女について「あの、君のことがテレビであんなデブキャラとしてやっててびっくりしているだろうね。でも僕らは彼女が悪い人だとは思っていないし、放送前にトゥインキーの量を減らしただけなんだ」と話した。
『ヴィレッジ・ヴォイス』のテレビ評論家トム・カーソンは「アメリカ合衆国の第3世界に対する無関心さと裕福さに関して病的な驚くべきジョークが詰まっている」と話し、Telegram & GazetteのDianne Williamsonは使うのに勇気のいる素材を使った番組と評し、制作者の勇気をたたえた。
ルイジアナ州ラファイエットの The Advertiserはこの回をヒステリックじみていながらもアメリカ式消費者主義への皮肉がよく表れていると評した 。セントポール・パイオニア・プレスはこの回が「笑いごとでないと思っていても笑ってしまう」ほど面白いと評したものだとした。
クーリエ・メイルのVicki Englundは本篇中のストーリーラインの恐ろしさと倫理観とサリー・ストラザースに関するジョークについてほめた、七面鳥の場面はあまりにも面白いから食べながら見るべきではないのかもしれないと話した 
またオレンジ・カウンティ・レジスターの批評家Vern Perryはこの話をサウスパークのエピソードの中で気に入っていると話し、1998年にはシカゴ・トリビューンのサウスパークエピソードランキングトップ10に入り 、2003年には同じくシカゴ・トリビューンのサウスパーク爆笑エピソードにランクインした 。
スター・トリビューンのBill Wardはこの回をカートマンにとって最も良い30分だと話した。
しかし、必ずしも良い評価だけではなく、ボストン・グローブの記者マシュー・ギルバートはこの番組を幼稚で不機嫌な番組と評しこの回は特にかわいげがないとした。
アイリッシュ・タイムズのブライアン・ボイドはこの回がアフリカの子供たちを笑い物にしていると批判した。